# 26 TCN
Năm 26 TCN là một năm trong lịch Julius. 

## Sinh
- Hán Ai Đế